# جک هیلیارد
جک هیلیارد (به انگلیسی: Jack Hildyard) فیلمبردار انگلیسی سینمای هالیوود و برنده جایزه اسکار بهترین فیلمبرداری سال ۱۹۵۷

## فیلمشناسی
- آناستازیا
- سزار و کلئوپاترا
- عمر مختار
- محمد رسول‌الله
- دنیای سیرک